# タンタル石

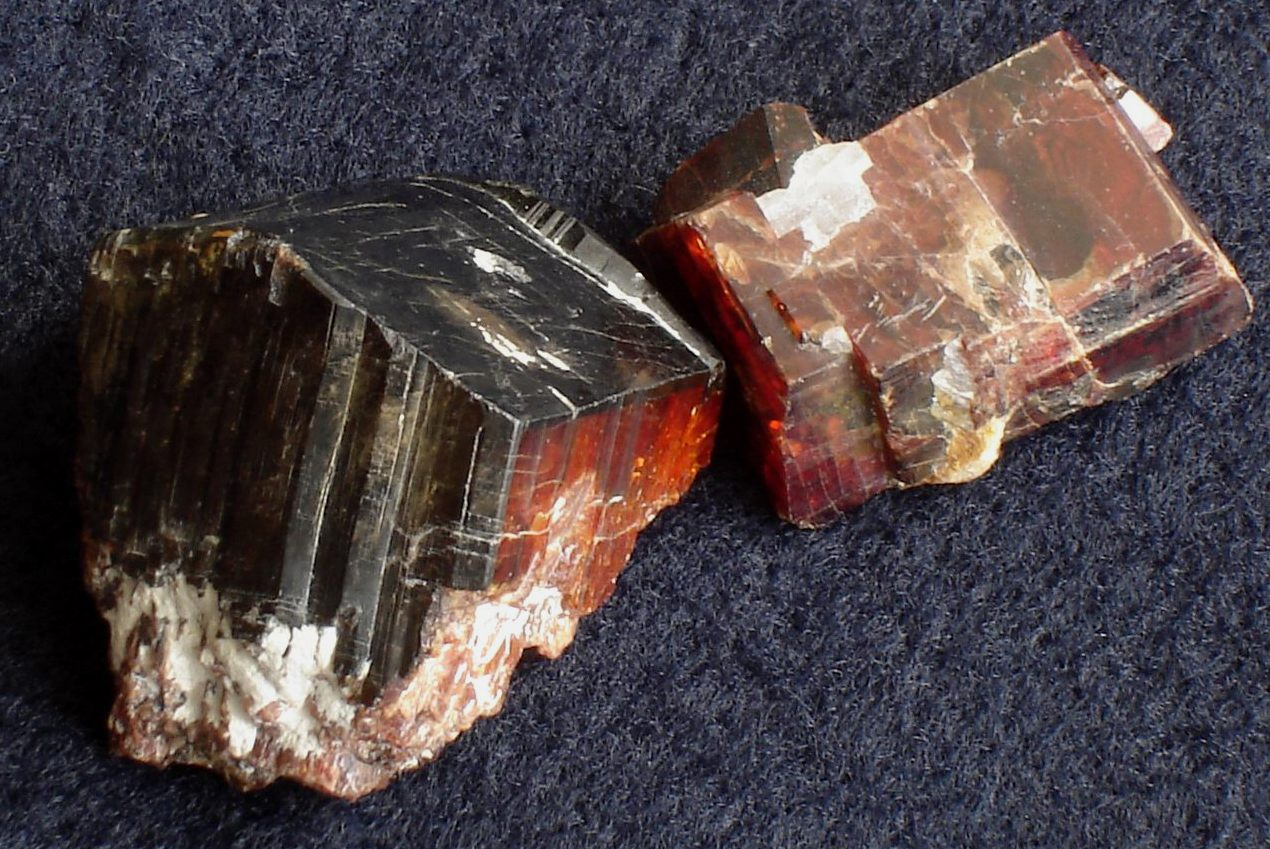
マンガンタンタル石（ブラジル リオグランデ・ド・ノルテ州アルト・ド・ギズ産）

タンタル石（タンタルせき、Tantalite）は組成式 [(Fe, Mn)Ta2O6] で表される鉄・マンガン・タンタルの複酸化物鉱物である。
タンタルとニオブは任意の割合で固溶するため、コルンブ石-タンタル石系（現在ではコルンブ石スーパーグループに含まれる）をなし、ニオブが多いものがコルンブ石、タンタルが多いものがタンタル石と呼び分けられる（区別しない場合は総称してコルタンと呼ぶ）。ただし、比重は大きく異なり、コルンブ石は5.2なのに対しタンタル石では8.0以上にもなる。また、鉄が多いものは鉄タンタル石 (tantalite-(Fe) 、旧名 ferrotantalite、Fe2+Ta2O6)、マンガンが多いものはマンガンタンタル石（tantalite-(Mn)、旧名  manganotantalite、Mn2+Ta2O6)と呼ぶ（当初は鉄が卓越したものをタンタル石と呼称していたが、2008年に組成に基づいて再命名された）。
タンタル石はタピオライトともよく似ている。化学組成は近いが結晶構造は異なっており（同質異像）、タンタル石が斜方晶なのに対してタピオライトは正方晶である。こちらも鉄、マンガンを含むものは鉄タピオライト、マンガンタピオライトと呼ぶ。現在では、鉄タンタル石とされるものの多くは鉄タピオライトで、鉄タンタル石自体は希少だとされる。
タンタル石は黒-褐色で、条痕も同じである。マンガンを多く含むものは褐色で、しばしば透明のものもみられる。

## 産地
タンタル石はオーストラリア、ブラジル、カナダ、コロンビア（グアイニア県、ビチャーダ県）、エジプト、北欧、マダガスカル、ナミビア、ナイジェリア、ルワンダ、アメリカ合衆国（カリフォルニア州、コロラド州、メイン州、バージニア州）、ジンバブエで産出される。 資源量はブラジルが最大であり、52.1%を占める).が、2006年の産出量ではオーストラリアが75%を占めた。

## 持続可能な開発
コンゴ民主共和国ではコルタンの違法採掘が環境面・経済面でさまざまな問題を引き起こしている。